# Hôtel de l'Étoile
Le bâtiment au no 63 de la rue Grande, anciennement Quatre-Vents et hôtel de l'Étoile, est un bâtiment pluriséculaire situé à Fontainebleau, en France. Ancien établissement hôtelier dès le XVIIIe siècle, il accueille au XXIe siècle la maison d'édition AKFG, puis le bar associatif Le Swing.

## Situation et accès
L'édifice est situé au no 63 de la rue Grande — artère centrale de la ville —, près de la place de la République, dans le centre-ville de Fontainebleau. Plus largement, il se trouve dans le département de Seine-et-Marne, en région Île-de-France.

## Histoire

### Hôtellerie de l'Étoile
L'endroit accueille une grande maison à l'enseigne des Quatre-Vents dont on peut dater la propriété de Roger Le Noir (Me), praticien, et Jeanne de Fontenay, son épouse, dès 1614. Ils l'augmentent encore pour lui donner un dégagement sur la rue des Sablons ; pour se procurer des ressources, cependant, ils sont obligés de faire appel au crédit (hypothèques des 21 septembre 1614 et 1620) ; des tenants et aboutissants de l'immeuble donné en garantie ne laissent pas de doute sur sa situation entre le logis de Sébastien Rivière, puis de Mondo Vidy, d'un côté, et l'hôtel d'Elbène, de l'autre ; par derrière, en 1614 , il touche à Jean Duboys. Le fils de Roger Le Noir, également prénommé Roger, après s'être engagé et avoir déserté, préfère à la basoche et au métier militaire celui d'hôtelier. Des actes le citent en 1662, maître de l'« Étoile », abonné aux droits d'aides pour la somme de cent livres. Ce dernier avec Jeanne Labbé, son épouse, s'agrandissent en prenant par bail à rente une petite maison attenante, dépendant de la succession de Marie Chasles. Le fils unique de Roger Le Noir (second), Anthoine, abandonne le commerce de l'hôtellerie pour se faire huissier.
Il y a lieu d'identifier L'Étoile avec les Quatre-Vents, à raison du procès de 1689, cité plus haut : le plan anonyme place par ailleurs l'Étoile en cet endroit. Maître de l'hôtellerie, Roger Le Noir n'en conserve pas la propriété : celle-ci appartient en 1665 aux héritiers Pachau. Quelque temps plus tard, Jalluveau (ou Jalouveau) est à la fois propriétaire et hôtelier. En 1676, il rembourse une rente constituée sur l'immeuble. En 1689, il plaide contre son voisin Sugy. En 1716, un Jalluveau est en situation de prêter 12 000 livres aux prêtres de la Mission. Dans l'hôtellerie de l'Étoile étaient installés les bureaux du sieur Charles Petit, représentant de Gabriel de Villars (Me), fermier général du droit de pied fourché dans le périmètre de vingt lieues autour de la ville de Paris. Le plan d'Orbay fait figurer cet établissement, ce qui pourrait indiquer une certaine notoriété, malgré la discrétion du bâtiment.

### Maison d'édition AKFG
Dans ces locaux, au XXIe siècle, s'installe la maison d'édition AKFG. Elle publie notamment un ouvrage de cartes postales anciennes sur des lieux locaux, en 2015 : Fontainebleau Avon 1900.

### BarLe Swing

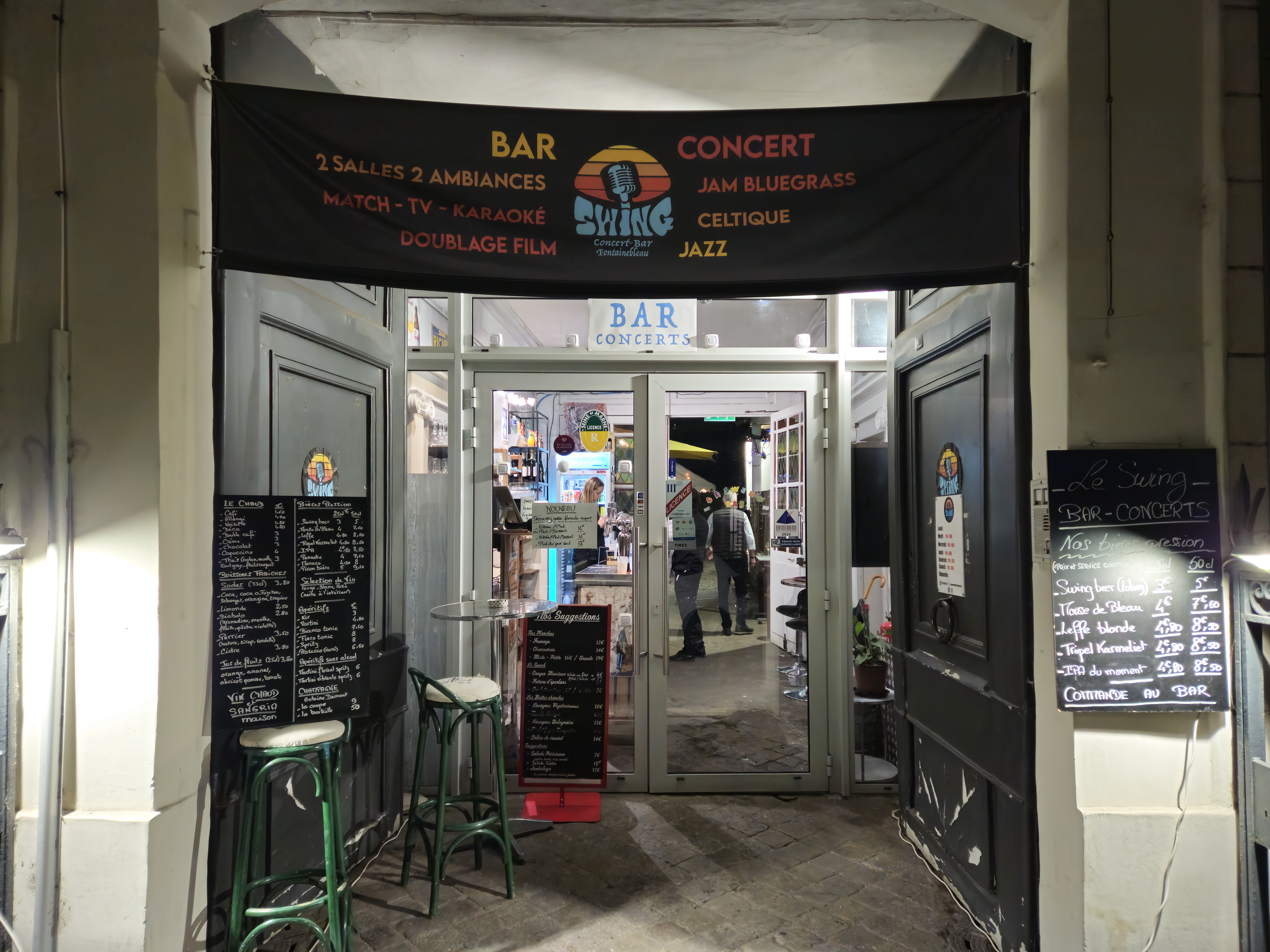
Entrée du bar Le Swing, le soir, en septembre 2024.

En été 2022, un bar associatif à l'enseigne Le Swing ouvre dans le bâtiment. Imaginé à la suite de la pandémie de Covid-19 par Frédéric de Araujo, François Gory et Paul-Henri Danré, l'établissement, hébergé par l'association bellifontaine Les Rendez-vous de l'étoile, revendique un but de promotion de l'art et de la culture, avec le reversement de « l'ensemble des bénéfices » à cet effet,. La nouvelle enseigne propose ainsi des soirées de concerts, généralement le samedi soir, de jam de bluegrass ou de jazz manouche, invitant des professionnels et débutants. D'autres formes d'événements y sont aussi organisés, comme un « club lecture », des expositions d'œuvres, en invitant des artistes variés, ainsi que le club politique de Fontainebleau qui y organise un débat mensuel,,.
Le bar est par ailleurs attaché à la mise en vente de produits locaux, en particulier avec une douzaine d'entreprises (notamment Mousse de Bleau de Chartrettes, Cœur de Choc de Sorques, Rouge Framboise d’Égreville, Le Billot de Marie de Fromont) à l'occasion de marchés de Noël (en 2023, un « contre-marché » organisé en parallèle à celui de la Ville),. Cependant, le bar est aussi agité par une controverse relative à la pollution sonore revendiquée par des habitants. Fin 2024, des riverains lancent une pétition pour la dénoncer, depuis l'installation d'une pergola qui accueille notamment des spectacles musicaux. Une autre pétition est toutefois lancée pour défendre le bar, son gérant s'engageant en outre à réduire ces nuisances. Le journal local La République de Seine-et-Marne titre à cette occasion en parlant du bar : « paradis des clients, enfer des riverains ».

## Structure

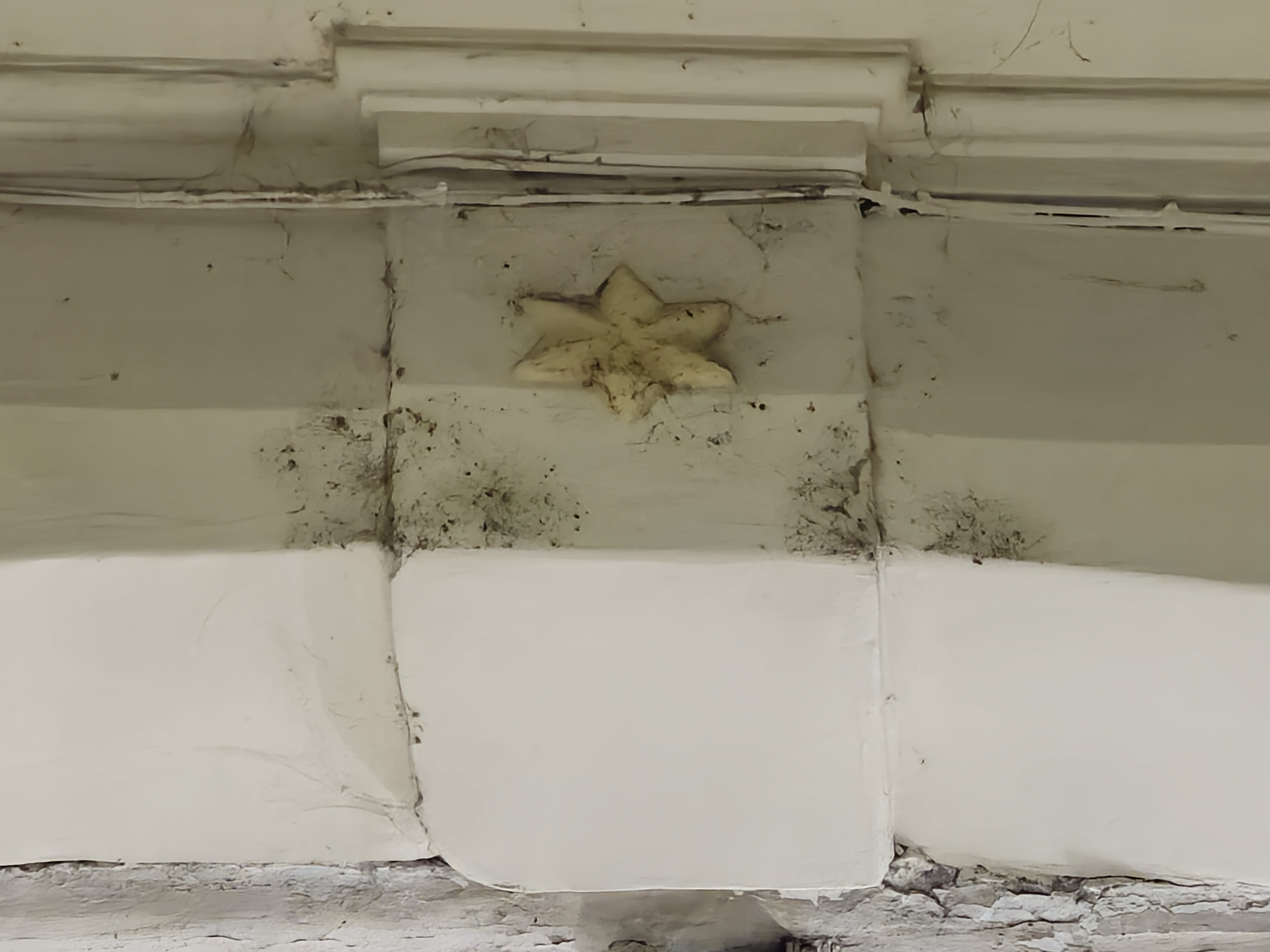
Étoile en relief sur le dessus du portail, en septembre 2024.

Témoin de l'ancien établissement, une étoile à six branches figure dans un cartouche du portail. Au XIXe siècle, un balcon juste au-dessus de cette dernière est ajouté en saillie.